# Nicolái Dollezhál
Nikolái Antónovich Dollezhal (en ruso: Николай Антонович Доллежа́ль; 27 de octubre de 1899, gobernación de Yekaterinoslav, Imperio ruso (hoy óblast de Zaporiyia , Ucrania) – 20 de noviembre de 2000, Moscú) fue un ingeniero mecánico soviético, y una figura clave de los proyectos nucleares de la URSS, además de jefe de diseño de los reactores nucleares del primer reactor de plutonio de los RBMK (siglas de "reáktor bolshói móschnosti kanálny").

## Biografía
Nacido en Omélnik, localidad del uyezd de Oleksándrivsk (hoy Zaporiyia) de la Gobernación de Yekaterinoslav, Dollezhal se graduó en 1923 en la Universidad Técnica Estatal Bauman de Moscú (MVTU). Hasta el año 1930, trabajó en varias agencias de diseño, pero después de una gira por Europa en 1929 fue arrestado y pasó un año y medio en la cárcel (liberado en 1932). Entre los años 1932-1943, dirigió importantes plantas de fabricación en Kiev, Leningrado y Sverdlovsk.
En 1943, Dollezhal fue designado para dirigir el nuevo Instituto de Maquinaria Química de Moscú. En 1946, el Instituto fue asignado a los proyectos atómicos de la Unión Soviética; sus primeros reactores estaban basados en grafito moderado (tipo A y AI). Después de 1950, Dollezhal se centró en la propulsión marina nuclear. Su primera propuesta se convirtió en el núcleo de la primera planta de energía nuclear en Óbninsk en el año 1954. En el mismo año, presentó el proyecto de un reactor submarino de agua liviana.
Dollezhal fue pionero acerca del concepto de reactor de agua presurizado. En 1958, lanzó la primera planta de doble uso (civil y militar), y siete años más tarde la primera planta de energía de Beloyarsk. Todos los posteriores reactores soviéticos (VVER, RBMK) se originaron a partir de su firma. Falleció a los 101 años de edad, en Moscú, Rusia.

## Honores y premios
- Premio Lenin (1957)
- Premio Stalin (1949, 1952 y 1953)
- Premio Estatal de la URSS (1970 y 1976)
- Héroe del Trabajo Socialista (1949 y 1984)
- Orden de Lenin (6 oportunidades, entre 1949 y 1984)
- Orden de la Revolución de Octubre
- Orden de la Bandera Roja
- Orden de la Estrella Roja
- Orden al Mérito por la Patria (1999)
- Medalla de Oro Kurchátov (Academia de Ciencias de Rusia, 2000)